# الأرنب ريكيت
الأرنب ريكيت (بالإنجليزية: Rekkit Rabbit)‏ مسلسل رسوم متحركة فرنسي من إنتاج ماراثون ميديا.

## طاقم إنتاج المسلسل
- مؤلف الموسيقى: نوام كانييل

## الشخصيات

### الشخصيات الرئيسية
- جاي شمفتون
  - المدبلج العربي: عبدو حكيم
- ريكيت
  - المدبلج العربي: سامي ضاهر

### أسرة جاي
- لورن
  - المدبلج العربي: حسن شامل

### أصدقاء جاي
- إس كاي
  - المدبلجة العربية:
- والي
  - المدبلجة العربية:
- بين
  - المدبلجة العربية:
- إيفيتا وماريسا
  - المدبلجتان العربيتان:

### شخصيات أخرى
- السيد كينغزبري
  - المدبلج العربي:

والد إس كاي.
- تحذير
  - المدبلجة العربية:
- البحّار سام
  - المدبلج العربي:
- الطبيب دادلي
  - المدبلج العربي:
- بروك ستونبرو
  - المدبلج العربي:
- العم دي دبليو
  - المدبلج العربي:
- يوشيني
  - المدبلج العربي: عماد فغالي

## النسخة العربية
- سامي ضاهر - الأرنب ريكيت
- عبدو حكيم - جاي شمفتون
- نسرين مسعود
- حسن شامل - لورن
- أسمهان بيطار
- ندى نصر
- عماد فغالي - يوشيني
- خالد السيد

## وصلات خارجية
- الأرنب ريكيت على موقع IMDb (الإنجليزية)
- الأرنب ريكيت على موقع كينوبويسك (الروسية)
- الأرنب ريكيت على موقع قاعدة بيانات الفيلم (الإنجليزية)